# 御殿 (琉球)
御殿是對琉球國王族邸宅的稱呼，也可以是對居住於該邸宅主人的尊稱。

## 邸宅
御殿一般是對琉球國王子、按司的邸宅的稱呼。例如今歸仁王子的邸宅被稱作「今歸仁御殿」，本部按司的邸宅被稱為「本部御殿」。其引伸義，也可以指國王的離宮，或聞得大君的住宅等等。例如：
- 中城御殿：即東宮，王世子（中城王子）的宮殿。
- 佐敷御殿：王妃（佐敷按司加那志）的宮殿。
- 野嵩御殿：王世子妃（野嵩按司加那志）的宮殿。
- 大美御殿：國王的離宮。
- 崎山御殿：國王的離宮。
- 識名御殿：即識名園，國王的離宮。
- 聞得大君御殿：聞得大君的住宅。
- 內間御殿：尚圓王未即位時所住的邸宅，後改建為神殿。

## 尊稱
御殿也可以是對擁有王子、按司位階的琉球貴族的尊稱。後來，王妃、王夫人、王世子及王子的親族也被稱為御殿。以下宜野灣王子家族為例：
- 宜野灣御殿：宜野灣王子。
- 江洲御殿：王子夫人。
- 真南風御殿：王子的親生母親。
- 湧川御殿：王子的長子。

如上例，王子家族的主要人物都被尊稱為御殿。

## 琉球處分前的御殿
1879年琉球處分時，琉球的按司家御殿共有26家，列表如下：
- 小祿按司（小祿御殿）
- 讀谷山按司（讀谷山御殿）
- 義村按司（義村御殿）
- 與那城按司（與那城御殿）
- 豐見城按司（豐見城御殿）
- 大里按司（大里御殿）
- 浦添按司（浦添御殿）
- 玉川按司（玉川御殿）
- 國頭按司（國頭御殿）
- 大村按司（大村御殿）
- 本部按司（本部御殿）
- 美里按司（美里御殿）
- 羽地按司（羽地御殿）
- 名護按司（名護御殿）
- 金武按司（金武御殿）
- 摩文仁按司（摩文仁御殿）
- 仲里按司（仲里御殿）
- 護得久按司（護得久御殿）
- 大宜見按司（大宜見御殿）
- 具志頭按司（具志頭御殿）
- 真壁按司（真壁御殿）
- 玉城按司（玉城御殿）
- 具志川按司（具志川御殿）
- 高嶺按司（高嶺御殿）
- 久志按司（久志御殿）
- 勝連按司（勝連御殿）

此外，還有王子家的御殿中城御殿、宜野灣御殿、松山御殿、玉城御殿、今歸仁御殿、伊江御殿等家。